# Anisostena bondari
Anisostena bondari es una especie de coleóptero de la familia Chrysomelidae. Fue descrita científicamente por primera vez en 1929 por Maulik.